# Courcelles (Territorio di Belfort)
Courcelles è un comune francese di 137 abitanti situato nel dipartimento del Territorio di Belfort nella regione Borgogna-Franca Contea.

## Società

### Evoluzione demografica
Abitanti censiti